# 에프알텍
에프알텍(FRtek Co. Ltd.)는 대한민국의 5G 이동 통신 중계기 기업이다. 본사는 경기도 의왕시 오봉산단1로 30 (이동)에 위치해 있으며 대표이사는 남재국이다.

## 상장
2007년 5월 18일에 공모가 3,300원에 상장하였다.

## 같이 보기
- 5G

## 참고문헌
1. ↑  머큐리 에프알텍 주가 장중 급등, 온라인 개학에 통신장비주 강세, 비즈니스포스트, 2020-04-01
2. ↑  에프알텍, 20% 상승…왜?, ET뉴스, 2022-08-12
3. ↑  ㈜두산, 에프알텍에 5G 안테나 모듈 초도 물량 납품, 엠티뉴스, 2022-03-03